# NGC 6432
NGC 6432 – asteryzm składający się z czterech gwiazd, znajdujący się w gwiazdozbiorze Strzelca. Odkrył go John Herschel 1 lipca 1826 roku.